# Lone Star (Teksas)
Lone Star – miasto w Stanach Zjednoczonych, w stanie Teksas, w hrabstwie Morris.